# Emo
Emo (Emotional Hardcore) je zvrst rock glasbe, za katero je značilna melodičnost in ekspresivna, čustvena besedila.

## Emo
Emo je uporabljen za označevanje modnega stila, karakterja in odnosov nanašajočih se na emo glasbo in z njo povezano sceno. Kot pridevnik emo lahko označuje modni ali glasbeni stil. Emo se uporablja tudi kot samostalnik, največkrat za označevanje pripadnika emo scene ali nekoga, ki ustreza stereotipu o pripadnikih emo scene.
Več kot desetletje se je izraz emo uporabljal večinoma za opisovanje glasbenega stila, ki je izhajal iz DC scene (osemdeseta leta). Ko je v poznih devetdesetih emo glasba prešla v popularno zavest, je izraz dobil več pomenov.

## Emo glasba
Emo glasba je bolj melodična osebnoizpovedna različica punkroka. To pomeni, da je zmes hardcore punka, punk rocka in alternativnega rocka. Emocore je novejša, izpopolnjena in manj monotona verzija hardcore zvrsti. 
Besedo »emo« na glasbeni sceni najprej zasledimo v sredini osemdesetih let dvajsetega stoletja. Z njimi so označevali člane skupin, ki so na odru spontano postali pretirano čustveni (emocionalni). Najbolj prepoznavna skupina takratnega časa je bila Rites Of Spring (iz Washingtona), vendar je prvi val emo glasbe poniknil v zgodnjih devetdesetih z razpadom vseh pomembnejših skupin te zvrsti. Večina sedanjih bendov kot prve prave začetke glasbe, ki jo kot emo poznamo danes, navaja švedski bend The Refused (1991 - 1998). Bend naj bi bili edini pravi zgled emo vizije. V drugi polovici devetdesetih let zasledimo novi val tako imenovane emo glasbe, tokrat v manj kaotični in bolj melodični obliki. Emo gibanje se je s prehodom v novo tisočletje (z veliko pomočjo interneta) začel masovno širiti prek meja Undergrounda. 
Danes je emo glasba je zelo širok pojem. Zajema od akustičnega kantavtorstva do veliko bolj surove screamo (vreščeče) zvrsti, ki že bolj spominja na metalcore. Besedila večinoma govorijo o bolj temačnih temah, kot so obupanost, razočaranje in osamljenost, včasih pa tudi o pozitivnih stvareh, npr. o ljubezni. 
Vodilni emo bendi, ki krojijo sceno, pa so Silverstein, Something Corporate, From First To Last, Disco Ensemble, Finch, Funeral For A Friend, Death Cab For Cutie,The Used, At The Farewell Party in My Chemical Romance.

## Modni stil in delovanje
Kratke majice so večinoma manjših številk, potiskane s slikami punk kulture iz osemdesetih. Na torbah in nahrbtnikih pogosto nosijo broške in našitke različnih glasbenih skupin.
Stil oblačenja je osredotočen na temnejše barve. Pripadniki emo kulture imajo ravne lase, pobarvane na črno, rdeče ali večbarvno (rjavo in črno, rdeče in vijolično itd.). Lasje prekrivajo eno oko (ne smemo zamešati s frizuro raverjev, ki imajo pogosto podobno prečko, le nekoliko krajšo in z bolj živimi barvami). Moški nosijo hlače namenjene ženskam, piercinge v ustnici, obrveh, jeziku in bradi. Tako moški kot ženske uporabljajo makeup (najbolj očitna je uporaba črnega črtala za oči, čeprav postajata popularna tudi rdeče in roza črtalo). Popularna so očala s črnim in debelim okvirjem. Mnogokrat jih uporabljajo tudi osebe, ki ne potrebujejo korekcijskih očal. Prav tako so popularne zapestnice različnih barv.
Danes imajo pripadniki emo skupine enak stil kot običajni ljudje ali v kombinaciji z zgoraj naštetimi navadami.

## Emo na Slovenskem
Emo gibanje se je preko meja undergrounda začelo širiti šele na prelomu tisočletja, na Slovenskem leta 2005, ko je izšel drugi album skupine Dreamwalk (skupina je kasneje razpadla v dva benda, SkylineArcade in Hit By Plane). Najbolj odmevni nosilci emo zvoka v Sloveniji pa so skupine Leaf-fat, Puppetz, Spill of ink in Icarus down.
Omeniti je treba še ljubljanski festival emocore glasbe New Noise, katerega ustanovitelj je (nekdanji) organizator koncertov Izak Košir, ki se dogaja trikrat letno in nudi priložnost še drugim domačim skupinam tega žanra, da priplavajo na površje in si delijo oder – tudi – s tujimi zasedbami. Sicer novinar in glasbenik Izak Košir se v medijih večkrat pojavlja kot poznavalec glasbene scene in posledično tudi emo subkulture - v povezavi s to temo je bil gost že v televizijski oddaji Preverjeno (Pop Tv), na radiu Val 202, v kar nekaj tiskanih medijih (Antena, Nika, Dnevnik, Žurnal,...) in tudi kot komentator v nekaj diplomskih nalogah na omenjeno temo. Košir je tudi prvi v Sloveniji pisal o tem, takrat še v slovenskem prostoru medijsko neznanem, fenomenu (primer: Pil Plus, 2005). Splošno medijsko zanimanje za pojav fenomena »emo« pa je (ponovno) naraslo v letu 2008, predvsem zaradi problematike obnašanja mladih.
Sicer pa je, kot je že v navadi, tudi emo kot subkultura prišla z nekajletnim zamikom. Veliko zaslug za popularizacijo tega gibanja ima svetovni splet, kjer so se podobno misleči povezovali na straneh, kot sta MySpace in Vampire Freaks. Jasno pa je vse skupaj že preraslo v modno muho: trend, kjer nekateri sledijo stilu oblačenja in obnašanja. Toda s tako množično popularizacijo emo glasbe se očitno spreminja tudi njen osnovni pomen.